# Alfa Romeo New York Taxi
L'Alfa Romeo New York Taxi è una concept car progettata da Giorgetto Giugiaro per la casa automobilistica italiana Alfa Romeo su commissione del Museum of Modern Art di New York.

## Descrizione
La vettura è stata progettata secondo le linee guida dettate dal Museum of Modern Art per produrre un taxi più pulito ed efficiente rispetto a quelli utilizzati all'epoca. La vettura aveva un interasse di 4 m e poteva ospitare fino a cinque occupanti. L'abitacolo era caratterizzato da un pavimento piatto, uno spazio per riporre sedie a rotelle, dei vani portaoggetti sotto i sedili e delle porte scorrevoli su entrambi i lati, una delle prime vetture a esserne dotata. La New York Taxi era basata sul telaio del furgone Alfa Romeo F12, dal quale riprendeva la meccanica incluso il motore a benzina da 1,3 litri, lo stesso della Alfa Romeo Giulia depotenziato a 52 CV, e le sospensioni anteriori e posteriori indipendenti.
Alcuni dei concetti di progettazione esplorati con la New York Taxi furono in seguito ampliati con la Lancia Megagamma, che ha anticipato i moderni monovolume.
L'unico esemplare prodotto è custodito all'interno del museo storico Alfa Romeo.